# Івчук Василь Якович
Васи́ль Я́кович Івчу́к (нар. 21 листопада 1902, Яблунівка — 2 жовтня 1938, Бориспіль) — Герой України, рятівник людей від Голодомору 1932–1933 років; директор школи у селі Дударків Бориспільського району Київської області у 1932–1938 роках.

## Біографія
1929 року закінчив 7 класів Славутської гімназії, згодом учительські курси. У 1932 році призначений директором школи у Дударкові. Тримав у школі дві корови та двоє коней, орендував велику земельну ділянку в колгоспі «Правда», вирощували для шкільних потреб фрукти та овочі, заготовляли сіно для корів і коней.
Під час Голодомору 1932—1933 років врятував життя багатьох школярів школи у Дударкові. Організував у школі одноразове харчування для дітей усіх п'яти класів. Після цього домовився з керівництвом Дарницького м'ясокомбінату — діти після уроків мали виходити на прополювання сільськогосподарських культур, платою за виконану роботу був черпак супу. В нагородному листі до присвоєння звання Героя України зазначається про більше 200 врятованих життів школярів.
Після закінчення 9-го класу у 1937 році Дударківська середня школа, без надання будь-яких суттєвих пояснень, була переведена в категорію початкової школи. Дирекція та учні школи не погоджувалися з таким рішенням, було підготовлено клопотання щодо  скасування цього рішення. 17 травня 1938 року Василь Івчук був заарештований; «активно вів агітацію, спрямовану на поразку радянського ладу і партії», «був активним учасником контрреволюційної повстанської організації, яка ставила за мету відокремити Україну від колишнього СРСР та приєднати до Польщі». 28 вересня того ж року засуджений до страти, яка відбулася 2 жовтня. Місце поховання невідоме; 1958 року посмертно реабілітований.

## Нагороди
21 листопада 2007 Президент України Віктор Ющенко підписав указ про присвоєння Василеві Івчуку посмертно звання «Герой України» з удостоєнням ордена Держави.

## Вшанування

Меморіальна таблиця Василю Івчуку в селі Дударків.

12 березня 2008 року в селі Дударків була відкрита меморіальна таблиця В. Я. Івчуку.